# Карлес Мас
Карлес Мас Бакардіт (27 лютого 1993, Баньолас, Іспанія) — іспанський футболіст, захисник футбольної команди «ФК Жирона» з однойменного міста

## Життєпис
Народився 27 лютого 1993 року в місті Баньолас. Пройшов юнацьку школу «ФК Жирона». Після цього приєднався до резервної команди, яка виступає в реґіональних ліґах.
8 червня 2013 року зіграв свою першу гру на професійному рівні проти «Реал Мадрид Кастілья» в Сеґунді. 17 травня 2015 року забив свій перший ґол у професійній кар'єрі.
28 серпня 2015 року уклав угоду з командою на відтин часу у один рік і після цього став реґулярним гравцем основної команди.